# Григорьевка (Пономарёвский район)
Григорьевка — посёлок в Пономарёвском районе Оренбургской области в составе Наурузовского сельсовета.

## География
Находится на расстоянии менее 6 километров по прямой на юг-юго-восток от районного центра села Пономарёвка.

## Население
Постоянное население составляло 14 человек в 2002 году (русские 57 %, татары 43 %), 6 в 2010 году.